# Helena Comneno Ducas
Helena Comneno Ducas (en griego: Ελένη Κομνηνού Δούκα; fallecida en 1294/1295) fue la duquesa consorte de Atenas.
Helena era la hija del gobernante de Tesalia Juan I Ducas y descendía de tres grandes dinastías de emperadores bizantinos, de los Ducas, los Ángelo y los Comneno. Su padre la comprometió con Guillermo I de la Roche de Atenas a cambio de su apoyo contra las fuerzas del emperador bizantino Miguel VIII Paleólogo. Dio a su esposo como dote los castillos de Lamia, Siderocastro, Gardiki y Gravia. Fue también famosa por su increíble belleza.
El matrimonio tuvo un hijo, Guido II de la Roche (r. 1287–1308).. 
Durante el gobierno de su esposo, el Ducado de Atenas recuperó sus territorios perdidos y comprendía Lamia, Tebas, Lebadea, Argos, Nauplia y Salamina. Cuando su esposo murió en 1287, Helena asumió la regencia del ducado en nombre de su menor hijo, Guido II..
En 1291 se casó con Hugo de Brienne, conde Lecce. Falleció en 1294/1295.

## Descendencia
Por su matrimonio con Guillermo I de la Roche tuvo:
- Guido II de la Roche, duque de Atenas.

Por su segundo matrimonio con Hugo de Brienne tuvo a:
- Juana de Brienne, que se casó con Niccolò I Sanudo de Naxos.